# Jonas Jonsson (tävlingscyklist)
Ernst Jonas Jonsson, född 30 september 1873 i Stockholm, död där 14 mars 1926,  var en svensk tävlingscyklist och seglare. Han var 1895–1900 Sveriges främste bancyklist.
Jonsson slog 1896 flera av Danmarks bästa cyklister och vann svenska mästerskapet på 10 000 meter, 1898 vann han alla tre svenska mästerskap och 1900 det första officiella svenska mästerskapet på 10 000 meter. Han övergick därefter till segling och isjaktsegling, i vilken senare gren han flera år var en av Sveriges mest framgångsrika. Jonsson, till yrket disponent, omkom vid en kullsegling med isjakt på Stora Värtan.